# Pete Ricketts
John Peter Ricketts (Nebraska City, 1964. augusztus 19. –) amerikai üzletember és politikus, aki az Egyesült Államok Szenátora Nebraskából. A Republikánus Párt tagja, Nebraska 40. kormányzója volt 2015 és 2023 között.
Ricketts Joe Ricketts fia, aki a TD Ameritrade alapítója. Ezek mellett Ricketts a Major League Baseball ligában szereplő Chicago Cubs baseball csapat résztulajdonosa. 2006-ban indult szenátori pozícióért Ben Nelson ellen, de kikapott, a szavazatok mindössze 36%-át megszerezve. 2014-ben indult a kormányzói pozícióért, éppen csak megnyerve a republikánus előválasztást, majd legyőzte a demokrata Chuck Hassebrookot. 2018-ban újraválasztották, ezúttal Bob Krist felett diadalmaskodott.
2023 januárjában Jim Pillen kormányzó Ricketts-et nevezte ki a Szenátusba, hogy Ben Sasse mandátumát kitöltse 2024-ig, amikor rendkívüli választáson indul, hogy a korábbi szenátor teljes, 2027-ig tartó terminusában képviselje az államot.

## Választási eredmények

### Előválasztások
| Párt            | Jelölt          | Szavazatszám | %     |
| --------------- | --------------- | ------------ | ----- |
|                 | Pete Ricketts   | 129 643      | 48,14 |
|                 | Don Stenberg    | 96 496       | 35,83 |
|                 | David J. Kramer | 43 185       | 16,03 |
| Összes szavazat | Összes szavazat | 269 324      | 100,0 |

| Párt            | Jelölt          | Szavazatszám | %     |
| --------------- | --------------- | ------------ | ----- |
|                 | Pete Ricketts   | 57 936       | 26,48 |
|                 | Jon Bruning     | 55 761       | 25,49 |
|                 | Beau McCoy      | 45 820       | 20,94 |
|                 | Mike Foley      | 42 039       | 19,22 |
|                 | Tom Carlson     | 9 036        | 4,13  |
|                 | Bryan Slone     | 8 179        | 3,74  |
| Összes szavazat | Összes szavazat | 218 771      | 100,0 |

| Párt            | Jelölt                     | Szavazatszám | %     |
| --------------- | -------------------------- | ------------ | ----- |
|                 | Pete Ricketts (hivatalban) | 138 292      | 81,42 |
|                 | Krystal Gabel              | 31 568       | 18,58 |
| Összes szavazat | Összes szavazat            | 169 860      | 100,0 |

### Választások
| Párt            | Jelölt                  | Szavazatszám | %     |
| --------------- | ----------------------- | ------------ | ----- |
|                 | Ben Nelson (hivatalban) | 378 388      | 63,88 |
|                 | Pete Ricketts           | 213 928      | 36,12 |
| Összes szavazat | Összes szavazat         | 590 961      | 100,0 |

| Párt             | Jelölt           | Szavazatszám | %     |
| ---------------- | ---------------- | ------------ | ----- |
|                  | Pete Ricketts    | 308 751      | 57,15 |
|                  | Chuck Hassebrook | 211 905      | 39,23 |
|                  | Mark Elworth     | 19 001       | 3,52  |
| Egyéb szavazatok | Egyéb szavazatok | 545          | 0,10  |
| Összes szavazat  | Összes szavazat  | 540 202      | 100,0 |

| Párt            | Jelölt                     | Szavazatszám | %     |
| --------------- | -------------------------- | ------------ | ----- |
|                 | Pete Ricketts (hivatalban) | 411 812      | 59,00 |
|                 | Bob Krist                  | 286 169      | 41,00 |
| Összes szavazat | Összes szavazat            | 697 981      | 100,0 |